# Моргун-Білявський Олександр Миколайович
Олекса́ндр Микола́йович Моргу́н-Біля́вський (нар. 1 червня 1973 — пом. 3 грудня 2014) — солдат Збройних сил України.

## Життєпис
Батько помер на 43-му році життя, трьох дітей виховувала мама самотужки. Закінчив 9 класі ЗОШ, 1991-го — київське СПТУ-28, спеціальність «слюсар-сантехнік, газозварювальник». Протягом 1991—1992 років проходив строкову військову службу в танкових військах ЗСУ. Демобілізувавшись, працював автомеханіком на СТО. Брав участь у відкритті київського Клубу екстремальної їзди 4х4; щорічно їздив на фестивалі в Україні та Росії — як штурман. Полюбляв кататись на лижах і ковзанах, купався в ополонці.
В часі війни активно допомагав українським воякам, на волонтерських засадах обшивав бронею автівки, серед них — «Скорпіон» для батальйону «Київська Русь». У серпні 2014 року мобілізований до лав ЗСУ, старший стрілець 93-ї окремої механізованої бригади.
3 грудня 2014-го був смертельно поранений у донецькому аеропорту при виконанні бойового завдання.
Похований у селі Михайлівка-Рубежівка.
Без Олександра лишилися мама, брат, сестра, дружина Лілія, троє дітей.

## Нагороди та вшанування
- За особисту мужність і героїзм, виявлені у захисті державного суверенітету та територіальної цілісності України, вірність військовій присязі під час російсько-української війни, відзначений — нагороджений 25 листопада 2015 року — орденом «За мужність» III ступеня (посмертно)[1]

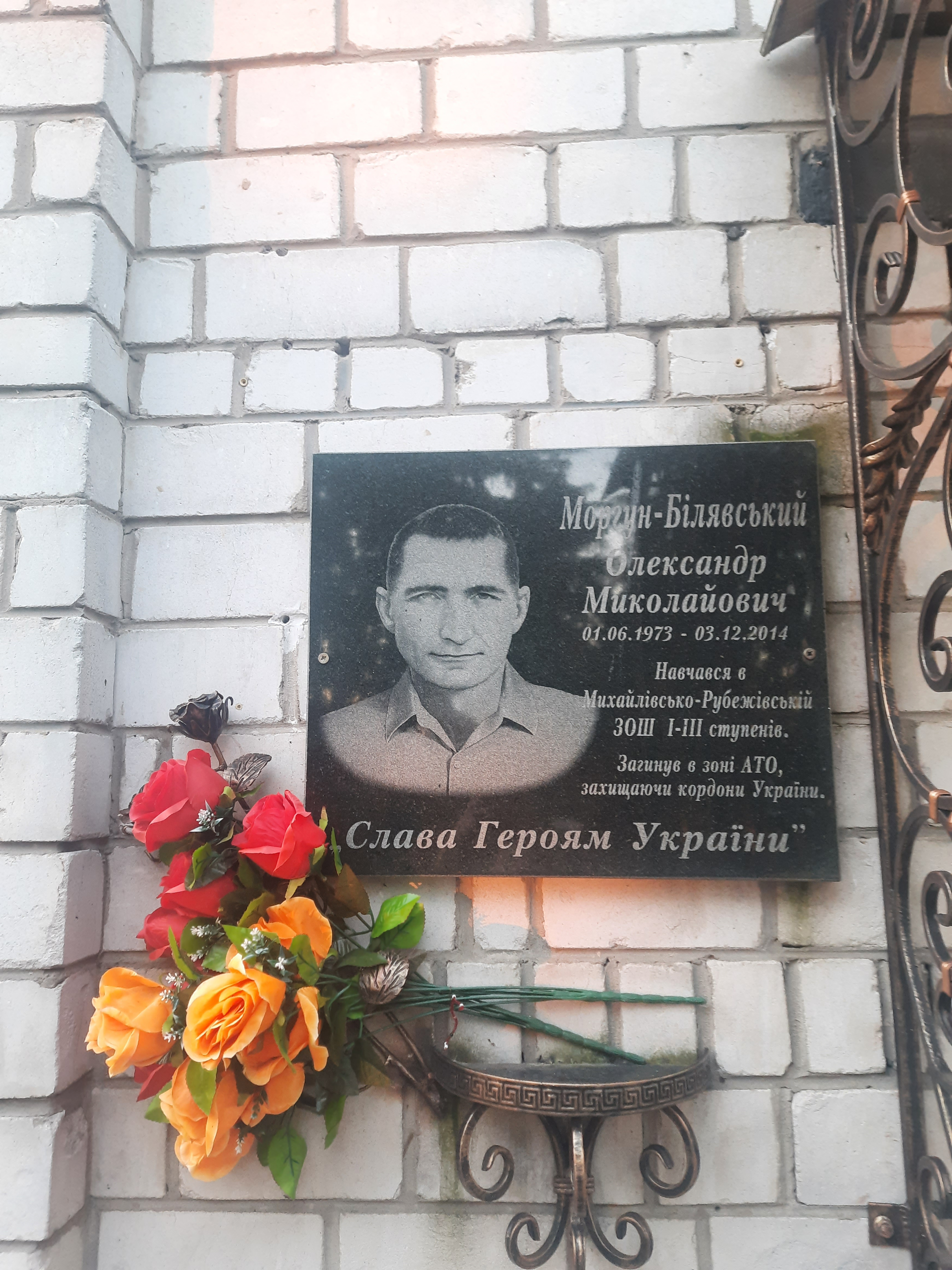
Меморіальна дошка, встановлена на стіні загальноосвітньої школи с. Михайлівки-Рубежівка

- Меморіальна дошка, встановлена на стіні загальноосвітньої школи с. Михайлівки-Рубежівка15 лютого 2016 року у Михайлівсько-Рубежівській ЗОШ І-ІІІ ступенів відкрито меморіальну дошку загиблому герою в АТО Моргуну-Білявському Олександру Миколайовичу[2][3]
- Почесний громадянин міста Ірпінь (посмертно)[4]